# Kampsville (Illinois)
Kampsville est un village du comté de Calhoun dans l'Illinois, aux États-Unis,.

## Histoire
Le village s'est appelé successivement Beeman's Landing, Farrowton puis Vedder lorsqu'un bureau postal a ouvert en 1857. Il est officiellement baptisé Kampsville, le 6 mars 1872 en référence à Michael A. Kamp qui exerce la fonction de président du village mais aussi celle d'agent postal à Silver Creek, au nord de Kampsville. Le village est incorporé le 21 novembre 1887.

## Démographie
Lors du recensement de 2010, le village comptait une population de 328 habitants. Elle est estimée, en 2016, à 314 habitants.

## Source de la traduction
- (en) Cet article est partiellement ou en totalité issu de l’article de Wikipédia en anglais intitulé « Kampsville, Illinois » (voir la liste des auteurs).